# 菲尼迪·乔治
菲尼迪·乔治（英語：George Finidi，1971年4月15日—），又被称为菲尼迪·乔治（英語：Finidi George）是尼日利亚一名已退休的足球运动员，司職中场。菲尼迪（Finidi）在他的母語中的意思是“充满阳光的未来”。
菲尼迪曾為阿贾克斯奪得三座荷甲冠軍和一座歐冠冠軍。此後他前往西甲皇家贝蒂斯和英格兰的聯賽效力。 
菲尼迪代表尼日利亚国家足球队参加了1994年和1998年的世界杯。

## 荣誉

### 俱乐部
阿贾克斯
- 荷兰足球甲级联赛：冠軍：1993-94年、1994-95年 、1995-96年
- 告魯夫盾：冠軍：1994年、1995年
- 欧洲冠军联赛：冠軍：1994–95年，[3] 季军：1995-96年[4]
- 歐洲超級盃：冠軍：1995
- 洲際盃足球賽：冠軍：1995年

皇家贝蒂斯
- 西班牙國王盃：季军：1996-97年[5]

### 国际比賽
奈及利亚
- 非洲国家杯 ：冠軍：1994年[6]，亞軍：2000年 [7]，季軍：1992年、[8] 2002年 [9]